# Беер-Алі-Бен-Халіфа
Беер-Алі-Бен-Халіфа (араб. بئر علي بن خليفة) — місто в Тунісі. Входить до складу вілаєту Сфакс. Знаходиться за 60 км від міста Сфакс. Станом на 2004 рік тут проживало 4 460 осіб.